# 가베 미란
가베 미란(일본어: 加部 未蘭, 1992년 6월 17일 ~ )은 일본의 전 축구 선수이다.

## 구단 경력
과거 방포레 고후, 기라반츠 기타큐슈에서 활동하였다.